# Pié Masumbuko
Pié Masumbuko (ur. 29 września 1931) – burundyjski lekarz, polityk i dyplomata, dwukrotny minister, wicepremier, pełniący obowiązki premiera Burundi od 15 do 25 stycznia 1965.

## Życiorys
Pochodzi z prowincji Muramvya. Ukończył studia medyczne i politologiczne w Belgii i we Francji, w 1961 powrócił do Burundi. Został członkiem Unii na rzecz Postępu Narodowego. W 1963 objął stanowiska wicepremiera i ministra zdrowia w rządzie Pierre'a Ngendandumwe. 4 października 1963 reprezentował Burundi podczas podpisania układu o zakazie prób broni nuklearnej w atmosferze, w przestrzeni kosmicznej i pod wodą. W styczniu 1964 awansował w partii na stanowisko sekretarza generalnego.
Po śmierci w zamachu Pierre'a Ngendandumwe przez 10 dni wykonywał obowiązki premiera. Następnie pozostał ministrem zdrowia aż do 9 lipca 1966, kiedy przeszedł na fotel szefa dyplomacji. W kwietniu 1967 utracił stanowiska w rządzie po zamachu stanu. W listopadzie 1967 został przejściowo aresztowany, po raz drugi znalazł się w areszcie w styczniu 1971. We wrześniu 1971 wyjechał do Francji. Został współpracownikiem Światowej Organizacji Zdrowia, w 1972 – jej przedstawicielem w Czadzie. Został później honorowym konsulem Burkiny Faso w Bużumburze.